# Сеидли
Сеидли (азерб. Seyidli) — село в Агдамском районе Азербайджана.

## История
Во времена царской России территория села входила в состав Елизаветпольской губернии, Шушинского уезда, магала Кабирли. Территория села в 1930 года году входила в состав Агдамского района Азербайджанской ССР.
Контроль над селом перешло к армянским вооруженным силам летом 1993 года.
После окончания вооружённого конфликта в Нагорном Карабахе в 2020 году было подписано трехстороннее соглашение и с 20 ноября 2020 года вся территория Агдамского района перешла под контроль азербайджанских ВС.
23 декабря 2020 года Минобороны Азербайджана опубликовало видеокадры из села Сеидли, где остались только руины.

## География
Высота села над уровнем моря — 252 м. Село находится в 1 км к северо-востоку от районного центра, в 5 км от железнодорожной станции Агдам.

## Население
По данным 1983 года население села Сеидли составляло 3478 человек.

## Климат
В селе холодный семиаридный климат.

## Внешние ссылки
- Эмин Мусеви нашел разрушенный отчий дом в селе Сеидли Агдамского района